# Welton Becket
 (janvier 2021).
Si vous disposez d'ouvrages ou d'articles de référence ou si vous connaissez des sites web de qualité traitant du thème abordé ici, merci de compléter l'article en donnant les références utiles à sa vérifiabilité et en les liant à la section « Notes et références ».
Welton Becket est un architecte américain né le 8 août 1902 à Seattle et mort le 16 janvier 1969 à Los Angeles. Il a conçu beaucoup de bâtiments parmi les plus réputés de Los Angeles, comme le Capitol Records Building, le Cinerama Dome, le PNC Plaza ou l'Auditorium Pan-Pacific. D'autres conceptions incluent la Riverplace Tower à Jacksonville mais aussi à l'étranger avec l'hôtel Habana Hilton inauguré en 1958 à Cuba. 
L'agence de Welton Beckett après sa mort a réalisé des bâtiments comme le Hyatt Regency New Orleans en 1976, le BNY Mellon Center à Pittsburgh en 1983, l'ensemble du Marriott Hotel and Marina Tower à San Diego en 1984 et 1987, la First Bank and Trust Tower en 1987 à La Nouvelle-Orléans et toujours la même année le 75 Wall à New York.

## Référence
1. ↑  The Habana Libre hotel, pawn in Castro's battle against the US - a history of cities in 50 buildings, day 34 The Guardian, 12 mai 2015